# Paško Kaliterna
Paško Kaliterna (Split, 8. siječnja 1890. — Split, 18. veljače 1944.), bio je hrvatski političar i novinar, i brat Tome Kaliterne, oca Luke i Fabjana.
Osnovnu je školu završio u Splitu. Potom je odradio trgovačku praksu, nakon čega je otvorio svoju trgovačku radnju koja se nalazila u ondašnjoj Križevoj ulici.
Politički se rano aktivirao. Upoznao se s radom braće Radić, a sa Stjepanom Radićem je bio i u izravnom osobnom kontaktu. Nakon što mu se Radić potužio na slab rad intelektualaca s hrvatskoga juga, Kaliterna je s velikim entuzijazmom krenuo u rad na propagiranju HSS-a. 
HSS je nakon prvoga svjetskog rata bio vrlo slab; splitski ogranak je bio utemeljen tek 1925. U ondašnje malobrojne HSS-ove pristaše u Splitu je pripadao i Paško Kaliterna. Uskoro je postao članom i odbornikom splitskoga ogranka HSS-a, a nakon toga je bio kandidatom na općinskim izborima. Uskoro je postao i vijećnikom, a u HSS-u i predsjednikom sve do uvođenja Šestosiječanjske diktature. Popuštanjem diktature, aktivan je na kotarskoj razini te je uskoro postao zastupnikom za splitski kotar.
Zbog tvrdosti svojih uvjerenja i nepopustljivosti prema vlastima karađorđevićevske balkanskofašističke diktature, često puta je imao problema sa žandarmerijom Kraljevine Jugoslavije, bilo da je bio zatvaran, vrijeđan ili da mu se vršilo premetačine.
Godine 1938. je pokrenuo zajedno s kolegom dr-om Josipom Berkovićem splitski dnevni list Hrvatski glasnik. Iako su bili dugo vremena suradnici, njih dvoje su vremenom imali sve više neslaganja, što je odražavalo sukob dviju struja u HSS-u, umjerene HSS-ovske kojoj je pripadao Kaliterna, i frankovačke, kojoj je pripadao Berković.
Unatoč tome što je HSS-u talijanskom okupacijom Splita zabranjen rad, nastavio je djelovati u HSS-ovačkom duhu i kontaktirati, kako sa stranačkim kolegama, tako i s pripadnicima splitskog ogranka KPJ. Zabilježen je njegov susret s Vickom Krstulovićem, čiji je zahtjev da HSS-ovci pruže oružani otpor odbacio.
Tijekom talijanske okupacije, pokrenuo je tjednik Spalato rurale.
Umro je 18. veljače 1944. godine.